# Piazza Aurelio Saffi
De Piazza Aurelio Saffi in Forli (regio Romagna) is een van de grootste pleinen in Italië. De oppervlakte bedraagt circa 1,1 ha.

## Naam
Het plein is genoemd naar de politicus en professor van de Universiteit van Bologna Aurelio Saffi. Zijn standbeeld staat in het midden van het plein. Oudere namen van het plein zijn Piazza Maggiore (het Grote Plein) en, in de 19e eeuw, Piazza Vittorio Emanuele II. Sinds 1921 draagt het plein de naam van Aurelio Saffi.

## Historiek
In de middeleeuwen liepen de stadsmuren langs het paleis van de familie Ordelaffi (noordkant), waarlangs een riviertje stroomde. Dit paleis bevatte de Torre civico. Het riviertje was derhalve de grens van de oude stad. Het plein lag buiten het middeleeuwse stadscentrum en was eerder een vlakte dan een stadsplein. Op dit terrein verrees in de 12e eeuw de abdij van San Mercuriale (zuidkant). De stad breidde uit en de gebouwen aan het plein liepen progressief over met het middeleeuwse stadscentrum. De stadsmuren aan het paleis Ordelaffi verdwenen.
Aan het plein staan meerdere paleizen. Vooreerst het vermelde Ordelaffi Paleis, dat later het paleis werd ten behoeve van de prelaat-gouverneur van de Pauselijke Staat voor Forlì, en nog later het stadhuis. Daar kwamen bij aan de westkant het Palazzo del Podestà en de Palazzo Albertini (beide 15e eeuw). Aan de zuidkant, naast de abdij, verscheen het Palazzo Paulucci de Calboli (18e eeuw). Aan de oostkant kwam het grote postkantoor (Palazzo delle Poste) in de jaren ’30 van de 20e eeuw.